# Estatus legal de la eutanasia en el mundo
El estatus legal de la práctica de la eutanasia en el mundo es heterogéneo; varios países han despenalizado este procedimiento y establecido leyes oportunas para su consecución en la que una vez solicitada, participa un equipo médico activamente. La eutanasia sin consentimiento expreso del paciente, denominada en ocasiones inadecuadamente como eutanasia involuntaria es ilegal en todos los países y se considera homicidio por lo que está siempre gravemente penada.

### Eutanasia y suicidio asistido
El suicidio asistido o auxilio al suicidio no debe confundirse con la eutanasia. A diferencia de la eutanasia, en el suicidio asistido la actuación del profesional médico o de cualquier otra persona, se limita a proporcionar al paciente los medios necesarios para que sea él mismo quien se produzca la muerte. El elemento distintivo no radica en el medio que se emplea, sino en el sujeto que la lleva a cabo. En la eutanasia otra persona es el agente activo respecto de quien la solicita, normalmente un profesional médico, en el suicidio asistido el paciente es el sujeto activo, asistido y aconsejado por un médico u otra persona se administra la medicación que le causará la muerte.

### Países donde es legal la eutanasia
La eutanasia voluntaria es legal en los Países Bajos, Bélgica, Luxemburgo, Colombia. Canadá, España, Nueva Zelanda, Portugal y Ecuador En Australia es legal en los estados de Australia Meridional, Australia Occidental, Nueva Gales del Sur, Queensland, Tasmania y Victoria, aunque también fue legal entre 1995 y 1997 en el Territorio del Norte.

Estatus de la eutanasia en el mundo:
Eutanasia activa legal
Eutanasia pasiva legal (rechazo de tratamientos / retiro del soporte vital)
Eutanasia activa ilegal, eutanasia pasiva no regulada
Toda forma de eutanasia ilegal

|   | País          | Método efectivo                                                         | Fecha de vigencia       |
| - | ------------- | ----------------------------------------------------------------------- | ----------------------- |
| 1 | Países Bajos  | Aprobado por los Estados Generales.                                     | 1 de abril de 2002      |
| 2 | Bélgica       | Aprobado por el Parlamento.                                             | 28 de mayo de 2002      |
| 3 | Luxemburgo    | Aprobado por la Cámara de Diputados.                                    | 19 de marzo de 2009     |
| 4 | Colombia      | Aprobado por la Corte Constitucional.                                   | 15 de diciembre de 2014 |
| 5 | Canadá        | Aprobado por el Parlamento.                                             | 17 de junio de 2016     |
| 6 | España        | Aprobado por el Congreso de los Diputados y el Senado.                  | 25 de junio de 2021     |
| 7 | Nueva Zelanda | Aprobado por el Parlamento y aprobado por los ciudadanos en referéndum. | 6 de noviembre de 2021  |
| 8 | Portugal      | Aprobado por el Parlamento                                              | 16 de mayo de 2023      |
| 9 | Ecuador       | Aprobado por la Corte Constitucional                                    | 5 de febrero de 2024    |

### Situación de la eutanasia en algunos países

#### Eutanasia en Países Bajos
Los Países Bajos fueron el primer país del mundo en legalizar la eutanasia y el suicidio asistido por un médico, con la introducción de una legislación preliminar en 1994, seguida de una ley completa en 2002. Sin embargo, la práctica se ha tolerado desde 1985.
Los datos oficiales muestran que el número de casos de eutanasia ha aumentado más o menos continuamente desde 2002, llegando a 6361 en 2019. Estos casos representan solo una pequeña proporción de todas las muertes, pero se han duplicado de poco menos del 2% en 2002 a poco más de 4% en 2019.
La siguiente gráfica muestra la evolución de los casos declarados oficialmente desde 2002:

#### Eutanasia en Bélgica
La eutanasia fue despenalizada en Bélgica en mayo de 2002. Desde entonces, la Comisión Federal encargada de controlar la aplicación de la ley ha registrado un número creciente de declaraciones. Para una población de unos 11 millones de habitantes, la eutanasia superó los mil casos anuales en Bélgica en 2011 y los dos mil casos por año en 2015. De 2002 a 2019, más de 22 mil personas han sido eutanasiadas oficialmente en Bélgica. En 2014, el Senado belga extendió la ley de eutanasia a los niños con enfermedades terminales. Bélgica era entonces el único país de Europa donde la eutanasia estaba permitida a menores.

#### Eutanasia en Luxemburgo
Después de los Países Bajos y Bélgica, Luxemburgo fue el tercer país de Europa que legalizó tanto la eutanasia como el suicidio asistido. La ley, que entró en vigor el 1 de abril de 2009, otorga a los médicos inmunidad legal de sanciones penales y demandas civiles si matan directamente o ayudan al suicidio de un paciente con una enfermedad grave e incurable, que ha pedido morir en repetidas ocasiones. El médico debe primero consultar a otro médico para verificar la condición del paciente.
El gran duque Enrique de Luxemburgo se había negado a sancionar el proyecto de ley de eutanasia, un requisito exigido por la Constitución de la nación. Los partidarios del Parlamento estaban tan decididos a legalizar la eutanasia que aprobaron una enmienda constitucional para eliminar ese requisito y reducir el poder del monarca.
Desde 2009 hasta 2020, han sido 112 las solicitudes de eutanasia declaradas, para un país con una población de unos 600 mil habitantes. En el siguiente gráfico se muestra la evolución por años.

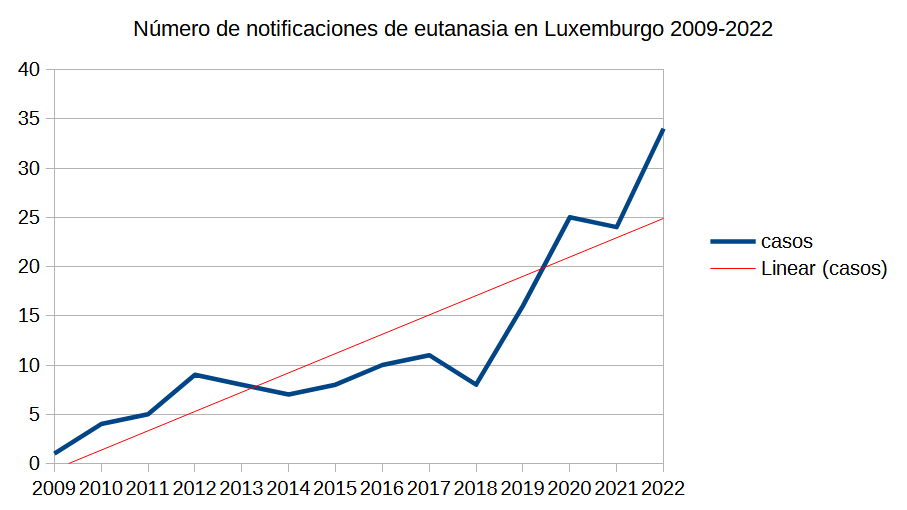
Número de notificaciones de eutanasia en Luxemburgo 2009-2022

#### Eutanasia en Canadá
En 2020, hubo 7.595 casos reportados en Canadá, lo que eleva el número total de muertes por asistencia médica reportadas desde la
promulgación de la legislación a 21.589. El crecimiento anual de casos ha aumentado constantemente cada año.
En particular, hubo un aumento del 34,2% en 2020 con respecto a 2019, desde el 26,4% en 2019 con respecto a 2018.
En 2022, se notificaron 13.241 casos en Canadá, lo que supuso el 4,1 % de todas las muertes en ese país. El número de casos en 2022 representó una tasa de crecimiento del 31,2% respecto a 2021.
| Total de muertes por asistencia médica reportadas en Canadá entre 2016 y 2023 |
|                                                                               |

#### Eutanasia en Chile
El proyecto de ley para la legalización de la eutanasia en Chile se había mantenido estancado hasta el año 2014. El diputado Vlado Mirosevic comenzó la iniciativa al realizar modificaciones en relación con la Ley sobre Derechos y Deberes de las Personas en Atención de Salud y en los códigos Civil y Penal para permitir garantizar a los enfermos terminales la solicitud de asistencia médica para morir.El 17 de diciembre del 2020 la cámara baja aprobó el nuevo proyecto de ley, siendo posteriormente el 29 de marzo de 2021 tramitada por la Comisión de Salud, pasando a la cámara de diputados.

#### Eutanasia en Ecuador
La eutanasia en Ecuador ha sido un tema de reciente cobertura que inició después que Paola Roldán, una paciente de ELA (esclerosis lateral amiotrófica) demandara al Estado en busca de la despenalización de la eutanasia activa  (la eutanasia pasiva ya era legal y regulada en Ecuador anteriormente), dicho juicio fue presentado en 2023, después de varios años luchando con su diagnóstico. Finalmente, tras varios meses en juicios la Corte Constitucional (el mayor órgano de justicia del país) concedió la razón a Paola Roldán, y con 7 de 9 votos a favor, Ecuador se convertía en el tercer país de América (tras Colombia y Canadá) y el noveno del mundo en despenalizar la eutanasia activa, e incluirla como ley dentro del programa de salud pública del país, ley que se encuentra elaborándose en tres instancias: la Defensoría del Pueblo, el Ministerio de Salud y la Asamblea Nacional.

#### Eutanasia en España
La eutanasia en España es legal desde del 25 de junio de 2021, cuando entró en vigor la Ley Orgánica de Regulación de la Eutanasia, tres meses después de su publicación en el Boletín Oficial del Estado, tras ser aprobada por las Cortes Generales el 18 de marzo de 2021. Dicha ley despenaliza la ayuda médica para morir y detalla quién, cuándo y con qué requisitos podrá prestarse. De esta forma España se convirtió en el sexto Estado del mundo en reconocer el derecho a la eutanasia.

#### Eutanasia en Perú
La eutanasia en el Perú está regulada en el Código Penal, donde en el artículo 112 sobre el Homicidio Piadoso, se puede apreciar: "El que, por piedad, mata a un enfermo incurable que le solicita de manera expresa y consciente para poner fin a sus intolerables dolores, será reprimido con pena privativa de libertad no mayor de tres años." Esta se entiende como la regulación normativa penal. Asimismo se tiene una regulación médica, la cual a la fecha genera muchas controversias. Sin embargo, el año 2021, el Poder Judicial autorizó la eutanasia de manera excepcional.